# M-fenilenodiamina
m-fenilenodiamina, meta-fenilenodiamina ou 1,3-diaminobenzeno é um dos isômeros do diaminobenzeno, em que os dois radicais amina estão em carbonos que não são adjacentes nem opostos do benzeno (na posição meta). Ele e o cloreto de tereftaloila são os monômeros do Nomex